# Cantone di Steenvoorde
Il Cantone di Steenvoorde era una divisione amministrativa dell'arrondissement di Dunkerque.
È stato soppresso a seguito della riforma complessiva dei cantoni del 2014, che è entrata in vigore con le elezioni dipartimentali del 2015.
Comprendeva i comuni di:
- Boeschepe
- Eecke
- Godewaersvelde
- Houtkerque
- Oudezeele
- Saint-Sylvestre-Cappel
- Steenvoorde
- Terdeghem
- Winnezeele